# Europa-Center
Het Europa-Center is een gebouw in de Duitse hoofdstad Berlijn. Het Europa-Center ligt aan de Breitscheidplatz, op de hoek van de Tauentzienstraße, in het hart van de City-West (stadsdeel Charlottenburg). In het gebouw, dat in 1965 voltooid werd, zijn veel winkels, horecagelegenheden en kantoren gevestigd. Het Europa-Center maakt deel uit van een ensemble van naoorlogse gebouwen in Internationale Stijl rond de Breitscheidplatz, dat in zijn geheel onder monumentenbescherming staat.
Kenmerkend voor het 86 meter hoge Europa-Center is de grote Mercedes-ster die op het dak van het gebouw staat. Ook vanuit diverse delen van het voormalige Oost-Berlijn was deze ster zichtbaar.